# Airspeed
En flyvemaskines hastighed i forhold til den omgivende luft. Airspeed-indikatoren sidder på instrumentbrættet i cockpittet, og er en del af en flyvemaskines avionics. Data kommer fra pitotrøret.
| Luftfart | Spire Denne artikel om flyvning er en spire som bør udbygges. Du er velkommen til at hjælpe Wikipedia ved at udvide den. |